# ألكسيس أرغيو
ألكسيس أرغيو (بالإسبانية: Alexis Argüello)‏ مواليد 19 أبريل 1952 في ماناغوا - الوفاة 1 يوليو 2009 في ماناغوا، كان ملاكم نيكاراغوي سابق صنّف ضمن فئة وزن خفيف الوسط. حقق بطولة رابطة الملاكمة العالمية وبطولة المجلس العالمي للملاكمة.

## إحصائيات
خاض خلال مسيرته 96 نزالا، فاز في 88 وخسر في 8. فاز بالضربة القاضية في 70 نزالا.

## روابط خارجية
- ألكسيس أرغيو على موقع بوكس ريك (الإنجليزية) (registration required)
- ألكسيس أرغيو على موقع أوليمبيديا (الإنجليزية)